# ロジェ・ガロディ
ロジェ・ガロディ（Roger Garaudy、1913年7月17日 - 2012年6月13日）は、フランスの哲学者、共産主義者、レジスタンス活動家。ホロコースト否認論者。パレスチナ人の妻と結婚した後の1982年にイスラム教へ改宗し、1990年代からホロコースト否定論を展開した。
ロジェ・ガローディ、ロジェ・ガロディー、ロジエ・ガロディ、ロジエ・ガロデイの表記もある。

## 経歴
マルセイユ生まれ、ソルボンヌ大学文学部哲学科に学び学位を取得した。クレルモン＝フェラン大学講師、ポワチエ大学教授などを歴任し、1986年-1990年、スペイン・コルドバのガロディ文化センター財団理事長を務めた。
一方、1933年に20歳でフランス共産党に入党。ナチス占領下でレジスタンスに参加、逮捕、収容所暮らしを経験。戦後フランス共産党選出の県議会議員、元老院 (フランス)議員などを歴任し、また党の政治局員や中央委員として長くイデオロギー部門における理論的指導者であった。しかしながら、1968年のソ連軍のチェコスロヴァキア侵入（プラハの春）への評価をめぐって党中央と対立。1970年の第19回党大会で「右翼修正主義者」として中央委員、政治局員を解任され、党と袂を分かち同年除名を受けた。
1982年に起きたイスラエルのレバノン侵攻を批判し後、フランス国内の親イスラエル勢力と摩擦を生じ、出版や発言の機会が減ったと、ガロディは述べている。また、同年には（キリスト教に入信していたが）ムスリムに改宗したという。

### ホロコースト否認
1990年代に入り、ガス室の実在性を始めとするホロコースト否認に関する言論活動を行うようになった。1995年12月、雑誌『老いぼれモグラ』誌の定期購読者に対し、非売品として「イスラエルの政策を創設する諸神話」を配布した。翌年には第二版を自費出版している。この本において、「ナチスによるユダヤ人大量虐殺」は極右シオニストらによる政治的誇張であり神話であるという主張を行い、「ユダヤ人問題の最終的解決はヨーロッパからのユダヤ人追放である」、「600万人とされる死亡者は誇張であり、犠牲者の大半は強制労働やチフスで死んだ」、「絶滅収容所のガス室とされるものは火葬のための焼却炉である」というホロコースト否認の言説や、「フランスとアメリカ合衆国にいるイスラエル・シオニストのロビイスト」が「法律の上に身を置いて内外のあらゆる権力濫用を合法化し，世界の統一性と平和を危地に陥れるために」、「600万人という神話」をはじめ数々の神話を捏造し、悪用してきた」などと論じている。またホロコーストを描いた記録映画『SHOAH ショア』に対し、イスラエル政府とメナヘム・ベギン首相が85万ドルを出資したことに対しても「ショアー・ビジネス」であると批判している。さらに「フランスのメディアがシオニズムやユダヤ人の手中にある」とも主張している。『老いぼれモグラ』を出版している「老いぼれモグラ社」は、極左派の政治活動家ピエール・ギヨームの出版社であり、他にも多数ホロコースト否認に関する書籍を出版していた。
この出版は1996年にマスメディアで報道されたことで、レジスタンス団体や人権擁護団体が批判し、「出版の自由に関する1881年7月29日の法律」24条6項（人種的憎悪教唆罪）、24条の2（ホロコーストの存在に対する異議申立て罪）、および32条2項（人種に対する名誉棄損罪）違反を理由に、5つの団体から告発された。1998年、パリ大審裁判所一審では一部を除き有罪を下し、12月16日に二審のパリ控訴院ではすべての案件に対して有罪判決を下している。拘禁期間は統合され、執行猶予付きの6か月禁固、罰金刑は合算され17万フランス・フランとなった。また付帯私訴による罰金刑は22万2フランス・フランとなった。控訴院は「ガロディの意見は政策の責任者であるシオニストと、その受益者であるユダヤ人を混同しており、ユダヤ人共同体の名誉を毀損している」と認定している。2000年には破毀院によってガロディによる上告は棄却され、確定している。
この際、ガロディと同様、元レジスタンスで、「フランスのマザー・テレサ」と呼ばれたアベ・ピエール神父が、この際、ガロディを支持して、「ホロコースト」の議論をタブーにするべきではないと書簡において述べたが、のちに批判を受けて撤回している。シオニズムに批判的なユダヤ人ヴァイオリニスト、ユーディ・メニューインが、ガロディの「ホロコースト」に関する姿勢を支持した事も、日本を含む世界各国で報じられ、関心を集めた。
ガロディは有罪判決によって欧州人権条約に定められた「公正な裁判を受ける権利」「思想・良心の自由」「表現の自由」が侵害されたとして、欧州人権裁判所に申し立てを行った。ガロディは「ナチスによる犯罪やユダヤ人に対する迫害は一切否定していない」と主張したが、裁判所はホロコースト否認の言動を「ユダヤ人に対する人種的な名誉殿損と憎悪の扇動のもっとも先鋭な形態」としたうえで、ガロディが「明白な人種主義的な目的を持っている」「欧州人権条約の『表現の自由』を本来の目的から遠ざけることを企てており、それは条約によって保障された権利と自由を破壊することに貢献するものである」として却下している。
2012年6月13日、死去。98歳没。

## 哲学
- 1940年からジャン・ポール・サルトルに批判的で、彼の実存主義を「病気」と表現した。
- 彼の共産主義への信仰はソ連共産党第20回大会におけるフルシチョフのスターリン批判で揺らぐ。その後、アルチュセールのマルクス主義哲学に反対し、他の学派との対話を重視した。

## 人物

### 宗教
カトリック教徒の家庭に生まれたが、14歳でプロテスタントに改宗。パレスチナ人の妻と結婚した後にイスラームに改宗。

## 著書

### 単著
- 淡徳三郎訳『自由』（上・下）青木書店 1956
- 森宏一訳 『認識論』（上・下）青木書店 1956 (唯物論叢書)
- 平田清明訳『近代フランス社会思想史』ミネルヴァ書房 1958.9
- 竹内良知訳『20世紀のマルクス主義』紀伊国屋書店 1968.10
- 海野洋訳『対話の価値 : 新しい社会主義のために』サイマル出版会 1968.12 (サイマル双書)
- 末永照和訳『カフカ : 岸辺なきレアリスム』思潮社 1970.9、新装版1980
- 野原四郎訳『現代中国とマルクス主義』大修館書店 1970
- 内山敏訳『21世紀の社会主義』読売新聞社 1970
- 末永照和訳『ピカソ : 反抗の弁証法』審美社 1973.9 (審美文庫)
- 岩崎力訳『人間の言葉』新潮社 1978.4
- 木村愛二訳『偽イスラエル政治神話』れんが書房新社 1998.9

### 共著
- ロジエ・ガロデイ, アンリ・ルフェーブル, ジャン・T.ドウザンテイ, モーリス・カヴアン, ヴイクトル・ルデュック, ジヤン・カナパ, ジヨルジュ・コニオ, ゲオルゲ・ルカーチ著、根岸良一, 多田正行訳『反マルクス主義批判』パトリア 1957
- ロジェ・ガロディ, クロード・グレイマン著、竹内良知訳『マルクス主義の新しい展開 : ガロディとの対話』番町書房 1973 (Bestseller selected)

## 受賞歴
- 1980年 - ドゥ・マゴ賞
- 1986年 - キング・ファイサル国際賞イスラーム奉仕部門